# زیلوپ
زیلوپ (به لاتین: Zilupe)  در لتونی با جمعیت ۱٬۷۴۵ نفر است که در لتونی واقع شده‌است.